# Eberhard Weise
Eberhard Weise (ur. 3 sierpnia 1953 w Lauta) – niemiecki bobsleista. Srebrny medalista olimpijski z Sarajewa.
Reprezentował barwy NRD. Zawody w 1984 były jego jedynymi igrzyskami olimpijskimi. Startował w czwórkach i zajął drugie miejsce - pilotem boba był Bernhard Lehmann, załogę tworzyli również Bogdan Musiol i Ingo Voge. W 1982 był wicemistrzem świata w czwórce.
Wcześniej uprawiał lekką atletykę. Był sprinterem. W 1974 ustanowił halowy rekord Europy w biegu na 100 jardów z wynikiem 9,5 s. Na halowych mistrzostwach Europy w 1974 w Göteborgu odpadł w półfinale biegu na 60 metrów.
Był halowym wicemistrzem NRD w biegu na 100 jardów w 1973 i 1975 oraz brązowym medalista w hali w 1974 na dystansach 50 metrów i 100 jardów.